# Pematang Marihat
Pematang Marihat is een bestuurslaag in het regentschap Pematang Siantar van de provincie Noord-Sumatra, Indonesië. Pematang Marihat telt 2863 inwoners (volkstelling 2010).